# タキシード (1986年の映画)
『タキシード』（Tenue de soirée）は、1986年のフランスの映画。ベルトラン・ブリエ監督・脚本によるブラック・コメディ。
第39回カンヌ国際映画祭（1986年）にてミシェル・ブランが最優秀男優賞を受賞。また、第12回（1986年度）セザール賞において作品賞、監督賞、脚本賞、主演男優賞（ブラン）、主演女優賞（ミウ＝ミウ）、音楽賞、編集賞、録音賞と8部門にノミネートされ、80年代を代表するフレンチ・コメディとして高く評価されている。
日本初上映は、有楽町マリオン10階日劇で1988年10月15日から28日にかけてパリ年'88の東京〜パリ友好都市提携文化交換事業として行われた東宝東和創立60周年記念「フランス・シネマ・フェスティバル」の10月18日(4日目)で、主演スター、ミシェル・ブラン、ミウ＝ミウをゲストに特別上映された。しかし、会場での盛り上がりとは裏腹に、すぐには公開にはつながらず、1991年2月に銀座シネパトスでひっそりと公開された。
2006年にはエレーヌ・ジディ＝シェリュイ（クロード・ジディ監督の娘）の演出で舞台化され、テアトル・リヴ・ゴーシュで初演された（その後マルセイユなど地方巡演もしている）。

## ストーリー
パリに暮らす売春婦のモニクと、ヒモ同然の亭主アントワーヌ。
アントワーヌは、マッチョなゲイの泥棒ボブに一目ぼれされる。以来、ボブに熱烈に求愛されたアントワーヌは、妻と3人で同居するになり、一緒に空き巣を始める。
モニクは、気の弱い亭主に愛想を尽かして一度は出て行くが、ふたたび戻って来て、女装して男娼となったボブとアントワーヌと共に街に立つのであった。

## キャスト
- ジェラール・ドパルデュー: ボブ
- ミシェル・ブラン: アントワーヌ
- ミウ＝ミウ: モニク
- ミシェル・クルトン（フランス語版）: ペドロ
- ジャン＝フランソワ・ステヴナン: 邸宅3の夫
- ミレーヌ・ドモンジョ: 邸宅3の妻
- カロリーヌ・シオル（フランス語版）: 憂鬱な有閑マダム
- ジャン＝イヴ・ベルトルート（フランス語版）: 男娼
- ブリュノ・クレメール: 芸術愛好家
- ジャン＝ピエール・マリエル: 裕福な気落ちした男
- ドミニク・ベスネアール（フランス語版）:
- ミシェル・シュック（フランス語版）: